# Yuto Nagasaka
Yuto Nagasaka (永坂 勇人 Nagasaka Yuto?), född 22 maj 1994 i Hokkaido prefektur, är en japansk fotbollsspelare.
Nagasaka började sin karriär 2013 i Consadole Sapporo (Hokkaido Consadole Sapporo). 2017 flyttade han till Mito HollyHock.